# Danny Dorland
Danny Dorland (Helmond, 27 december 1997) is een Nederlands acteur en zanger.
In 2015 speelde Dorland de rol van Joris Kanis in de jeugdserie Spotlight op Nickelodeon Nederland. In de serie zong en drumde Joris, net als Dorland zelf.
In 2017 en 2018 was hij onderdeel van de jongensgroep Spaze, samen met Levy Jansen, Mats van der Graaf en Thomas Brok. In 2018 had hij een gastrol als Menno in de jeugdserie Brugklas en in 2019 speelde hij Bram in de jeugdserie SpangaS, beide op NPO Zapp.
Van 2019 tot 2024 behoorde Dorland tot de vaste cast van de Vlaamse jeugdserie #LikeMe, alwaar hij in het tweede seizoen geïntroduceerd is in de rol van Scott Klijnen. Van maart tot juni 2025 is Dorland te zien als zeemeerman Mako tijdens de Zeesterren-tour van K3. Ook vertolkte Dorland de hoofdrol van Fender in de bioscoopfilm Red Flags, die in april 2025 werd uitgebracht.